# Берестейський (спортивний комплекс)
Обласний спортивний комплекс «Берестейський» (біл. Абласны спартыўны комплекс «Брэсцкі») — багатофункціональний спортивний комплекс у Бересті, Білорусь, домашня арена ФК «Динамо-Берестя».
Стадіон побудований та відкритий 1937 року як стадіон імені Юзефа Пілсудського з місткістю 8000 глядачів. Арена призначалася для цілей гарнізону Берестейської фортеці. У 1939 році Берестя було анексоване СРСР, а стадіон був переданий спортивному товариству «Спартак». Під час Другої світової війни стадіон використовувався як стоянка бронетехніки. Після війни арена повернулася до своїх основних функцій. У 1972 році стадіон був переданий товариству «Динамо». В ході ряду ремонтних робіт місткість зменшилася з 8000 до 2311 глядачів.
1996 року розпочалася капітальна реконструкція стадіону, яка здійснювалася поступово. Під час реконструкції ФК «Динамо-Берестя» продовжувало грати на домашньому стадіоні. Також під час реконструкції проводилися і легкоатлетичні змагання. Частина глядачів при цьому розміщувалася на тимчасових трибунах. У 1999 році в експлуатацію було здано футбольне поле, 3 трибуни, легкоатлетичний майданчик. Нові об'єкти були прийняті в комунальну власність, а на їх базі було створено Обласний спортивний комплекс «Берестейський». 2006 року побудована основна крита Західна трибуна, в результаті чого місткість зросла з 2311 до 10 169 місць.